# Pašića polje
Pašića polje je krško polje u Bosni i Hercegovini
Nalazi se u zapadnoj Bosni, između Dinare i Vijenca. Predstavlja prijelaz iz Livanjsko u Grahovsko polje. Površina Pašića polja je 6 km2. Nalazi se na oko 800 metara nadmorske visine. Kroz polje prolazi cesta Drvar - Bosansko Grahovo - Livno. 

## Vanjske poveznice
- Ptice - Pašića polje  Arhivirana inačica izvorne stranice od 20. ožujka 2014. (Wayback Machine)